# Lathom
Lathom – wieś w Anglii, w hrabstwie Lancashire, w dystrykcie West Lancashire. Leży 42 km na zachód od miasta Manchester i 295 km na północny zachód od Londynu. Miejscowość liczy 890 mieszkańców.